# Siabu (Huta Raja Tinggi)
Siabu is een bestuurslaag in het regentschap Padang Lawas van de provincie Noord-Sumatra, Indonesië. Siabu telt 160 inwoners (volkstelling 2010).